# 1999 (musikalbum)
1999, släppt den 27 oktober 1982, är ett studioalbum av artisten Prince.

## Låtlista

### Dubbelvinyl/dubbel-CD
1. "1999" – 6:22
2. "Little Red Corvette" – 4:58
3. "Delirious" – 3:56
4. "Let's Pretend We're Married" – 7:21
5. "D.M.S.R." – 8:17 (utgick från original-CD-versionen på grund av brist på utrymme)
6. "Automatic" – 9:28
7. "Something in the Water (Does Not Compute)" – 4:02
8. "Free" – 5:08
9. "Lady Cab Driver" – 8:19
10. "All the Critics Love U in New York" – 5:59
11. "International Lover" – 6:37

### Singelvinyl
1. "1999" – 6:22
2. "Little Red Corvette" – 4:58
3. "Delirious" – 3:56
4. "Free" – 5:08
5. "Let's Pretend We're Married" – 7:21
6. "Something in the Water (Does Not Compute)" – 4:02
7. "Lady Cab Driver" – 8:19

På kassettband låg "Free" efter "D.M.S.R." på slutet av första sidan, för att balansera längden på kassettens båda sidor.